# 孟瀅
孟瀅（？—？），河南省開封府鄞州人，清朝政治人物、進士出身。
光緒十五年（1889年），参加光緒己丑科殿試，登進士二甲108名。同年五月，著主事，分部学习。